# أورلاندو بينيدا
أورلاندو بينيدا (بالإسبانية: Orlando Pineda)‏ (15 فبراير 1986 بمدينة مكسيكو في المكسيك - ) هو لاعب كرة قدم مكسيكي في مركز الدفاع. لعب مع أتليتكو سان لويس.

## وصلات خارجية
- أورلاندو بينيدا على موقع قاعدة بيانات كرة القدم.إي يو (الإنجليزية)
- أورلاندو بينيدا على موقع AS.com (الإسبانية)